# Deropeltis hanitschi
Deropeltis hanitschi es una especie de cucaracha del género Deropeltis, familia Blattidae.

## Distribución
Esta especie se encuentra en República Democrática del Congo, Ruanda, Burundi y Uganda.